# 皮马 (亚利桑那州)
皮马（英語：Pima）是美国亚利桑那州葛蘭姆縣下属的一座城鎮。面积约为5.93平方英里（约合15.4平方公里）。根据2010年美国人口普查，该鎮有人口2,387人，人口密度为405.7/平方英里。在建制上，该市属于“Town”。